# Єгер Майстер
 Єгер Майстер  — дебютний студійний альбом гурту LUIKU, який був виданий у 2015 році на лейблі Moon records.

## Композиції
1. Hungarian Intro [2:43]
2. Dancing Luiku [3:29]
3. Баяна [3:42]
4. Дівчина-Боніта [2:02]
5. Ой, Йезус Марія! [3:53]
6. Плаче дощ [3:38]
7. Двірник [4:00]
8. Ethnic Females [2:29]
9. Єгер Майстер [2:35]
10. Ану, налий! [2:40]
11. Midnight Scream [2:47]
12. Війна Курва [3:42]

## Склад учасників
- Дмитро Ципердюк — вокал, тексти
- Дмитро Решетник акордеон, dj-ing, бек-вокал
- Дмитро Хорошун (електронні перкусії, бас-барабан)